# Cuboctaedru trunchiat
În geometrie cuboctaedrul trunchiat este un poliedru arhimedic. Are 26 de fețe regulate (12 pătrate, 8 fețe hexagonale și 6 octogonale), 72 de laturi și 48 de vârfuri. Deoarece fiecare dintre fețele sale are simetrie față de centru (echivalent, simetrie de rotație de 180°), cuboctaedrul trunchiat este un zonoedru. Împreună cu prisma octogonală, cuboctaedrul trunchiat poate tesela spațiul ca fagure cubic omnitrunchiat.
Are indicele de poliedru uniform U11, indicele Coxeter C23 și indicele Wenninger W15.

## Nume alternative

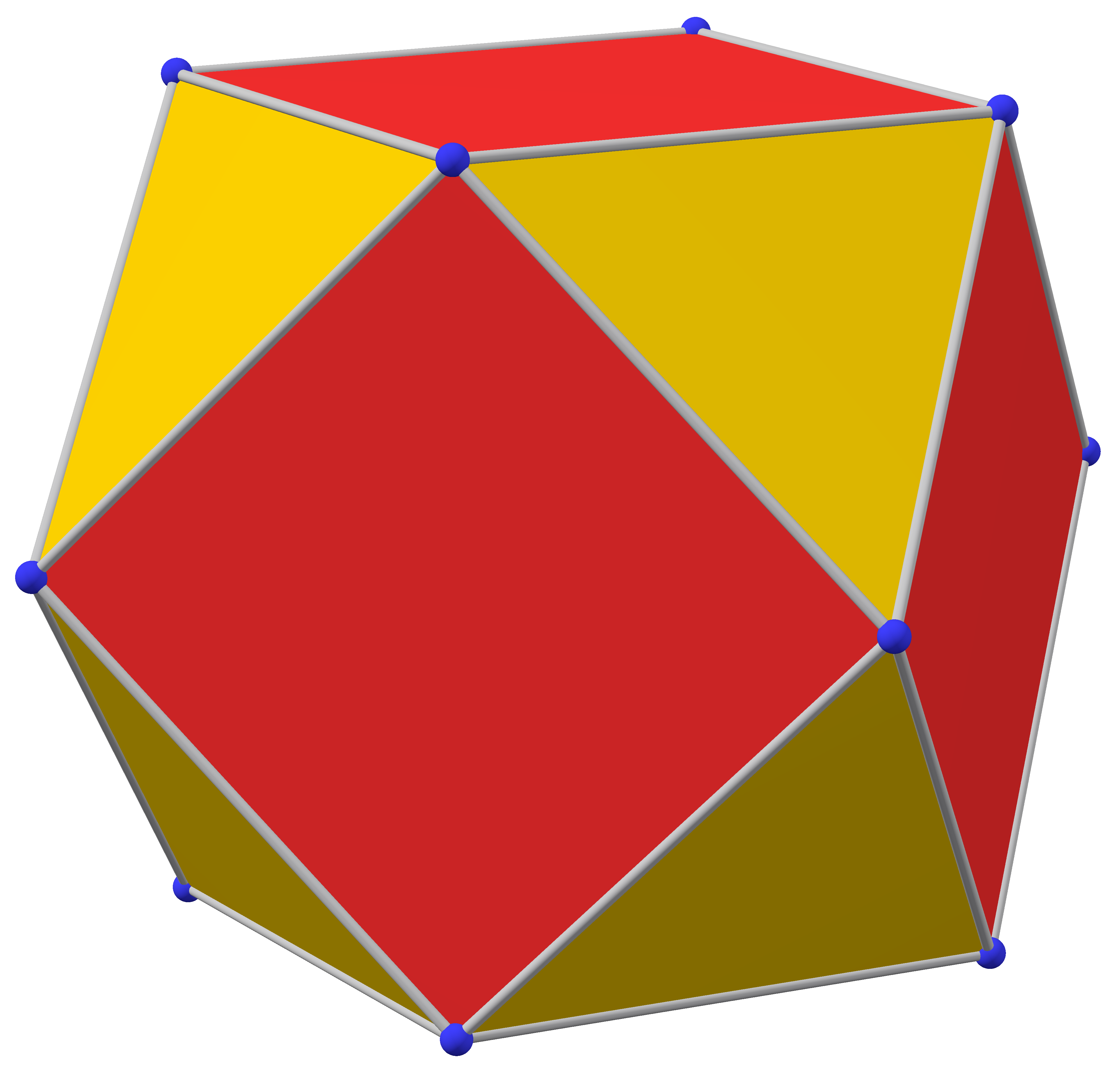
Cuboctaedrul,

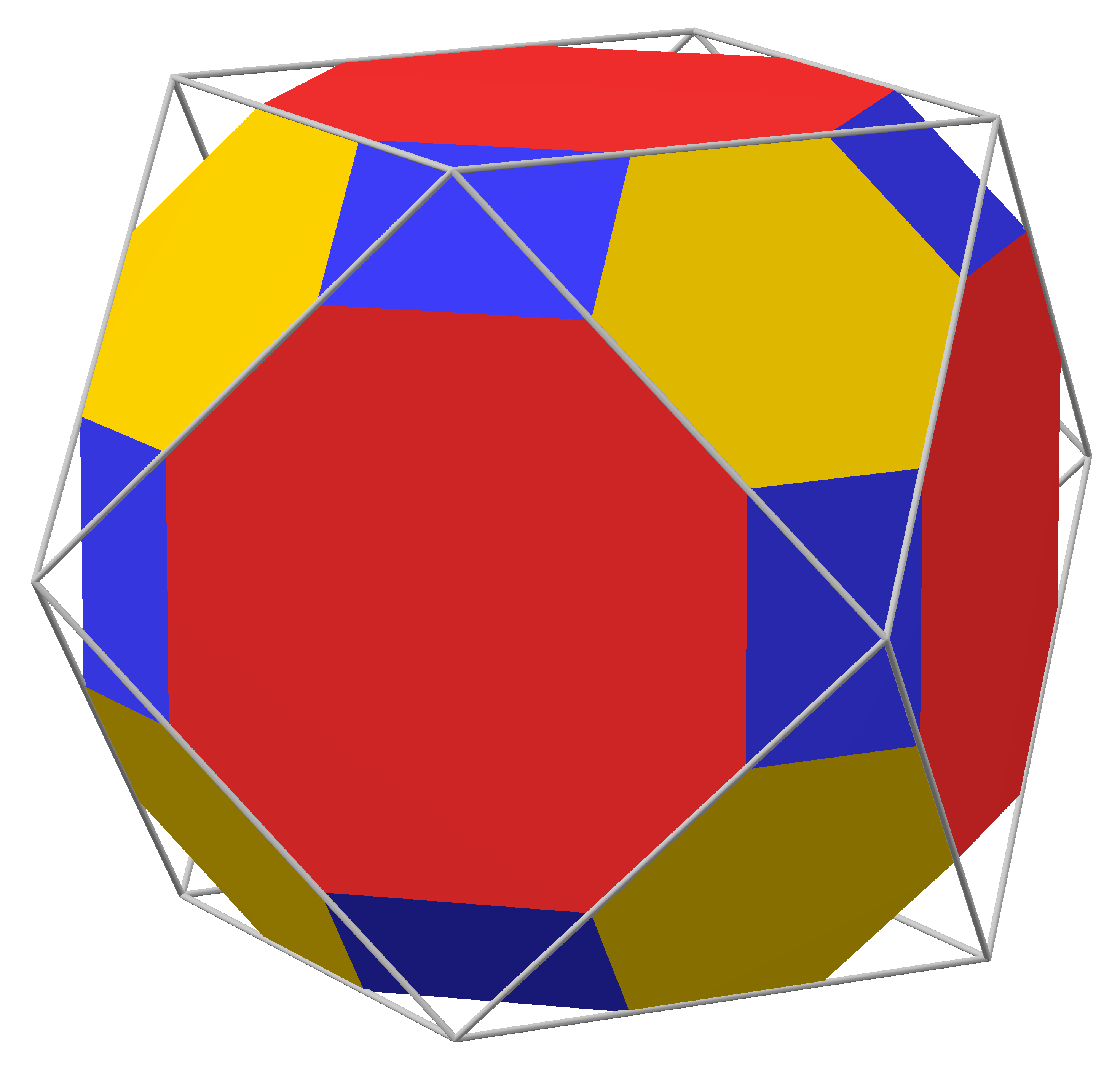
trunchierea sa

Numele de cuboctaedrul trunchiat i-a fost dat de Johannes Kepler. Aceste nume poate crea confuzii, deoarece actual prin trunchiere un cuboctaedru are dreptunghiuri în locul pătratelor, însă acel poliedru neuniform este topologic echivalent cu poliedrul arhimedic numit astfel (nu tocmai riguros). Alte nume sunt:
- Cuboctaedru rombitrunchiat (Magnus Wenninger[2]),
- Cub omnitrunchiat sau cub cantitrunchiat (Norman Johnson),
- Cub teșit (notația Conway a poliedrelor).

Există un poliedru uniform neconvex cu un nume asemănător: marele rombicuboctaedru neconvex.

## Coordonate carteziene
Coordonatele carteziene ale vârfurilor unui cuboctaedru trunchiat având lungimea laturii 2 și centrat în origine sunt toate permutările:
{\displaystyle (\pm 1,\pm (1+{\sqrt {2}}),\pm (1+2{\sqrt {2}})}.

## Arie și volum
Aria A și volumul V ale cuboctaedrului trunchiat cu lungimea laturii a sunt:
{\displaystyle {\begin{aligned}A&=12\left(2+{\sqrt {2}}+{\sqrt {3}}\right)a^{2}&&\approx 61.755\,1724~a^{2},\\V&=\left(22+14{\sqrt {2}}\right)a^{3}&&\approx 41.798\,9899~a^{3}.\end{aligned}}}

## Divizare
|  |  |

Cuboctaedrul trunchiat este anvelopa convexă a unui rombicuboctaedru cu cuburi deasupra celor 12 pătrate cu axe de simetrie cu două poziții. Restul spațiului său poate fi divizat în 6 cupole pătrate sub octogoane și 8 cupole triunghiulare sub hexagoane.
Un cuboctaedru trunchiat divizat poate crea un toroid Stewart de genul 5, 7 sau 11 prin îndepărtarea rombicuboctaedrului central și fie a celor 6 cupole pătrate, fie a celor 8 cupole triunghiulare sau, respectiv, a celor 12 cuburi. De asemenea, mulți alți toroizi cu simetrie inferioară pot fi construiți prin îndepărtarea rombicuboctaedrului central și a unui subset al celorlalte componente de divizare. De exemplu, îndepărtarea a 4 dintre cupolele triunghiulare creează un toroid de genul 3; dacă aceste cupole sunt alese corespunzător, atunci acest toroid are simetrie tetraedrică.
| Toroizi Stewart | Toroizi Stewart | Toroizi Stewart | Toroizi Stewart |
| Genul 3         | Genul 5         | Genul 7         | Genul 11        |
| --------------- | --------------- | --------------- | --------------- |
|                 |                 |                 |                 |

## Colorare ca poliedru uniform
Colorarea ca poliedru uniform se face cu câte o culoare pentru fiecare tip de față.

## Proiecții ortogonale
Cuboctaedrul trunchiat are două proiecții ortogonale speciale în planele Coxeter A2 și B2 cu simetriile proiecțiilor [6] și [8], iar numeroase simetrii [2] pot fi construite în diferite plane de proiecție în raport cu elementele poliedrului.
| Centrate pe         | Vârf                  | Latura 4-6               | Latura 4-8   | Latura 6-8      | Normala feței 4-6 |
| ------------------- | --------------------- | ------------------------ | ------------ | --------------- | ----------------- |
| Imagine             |                       |                          |              |                 |                   |
| Simetria proiecției | [2]+                  | [2]                      | [2]          | [2]             | [2]               |
| Centrate pe         | Normala feței pătrate | Normala feței octogonale | Fața pătrată | Fața hexagonală | Fața octogonală   |
| Imagine             |                       |                          |              |                 |                   |
| Simetria proiecției | [2]                   | [2]                      | [2]          | [6]             | [4]               |

## Pavări sferice
Cuboctaedrul trunchiat poate fi reprezentat și ca o pavare sferică și proiectat pe plan printr-o proiecție stereografică. Această proiecție este conformă, păstrând unghiurile, dar nu și ariile sau lungimile. Liniile drepte pe sferă sunt proiectate pe plan ca arce de cerc.
|                      |                         |                     |                     |
| Proiecție ortogonală | centrată pe pătrat      | centrată pe hexagon | centrată pe octogon |
| Proiecție ortogonală | Proiecții stereografice |                     |                     |

## Grupul octaedric complet

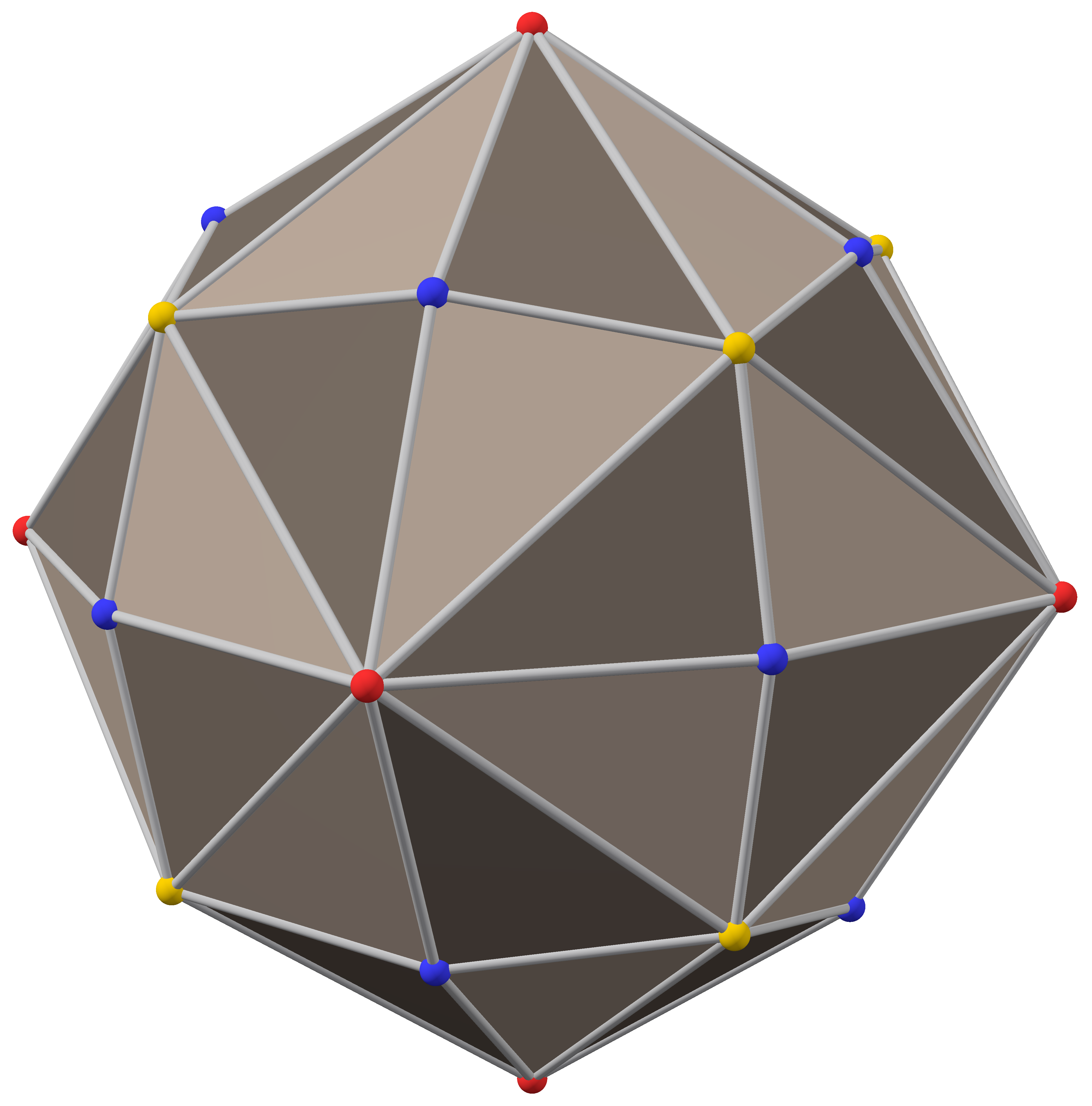
Dual: Dodecaedru disdiakis

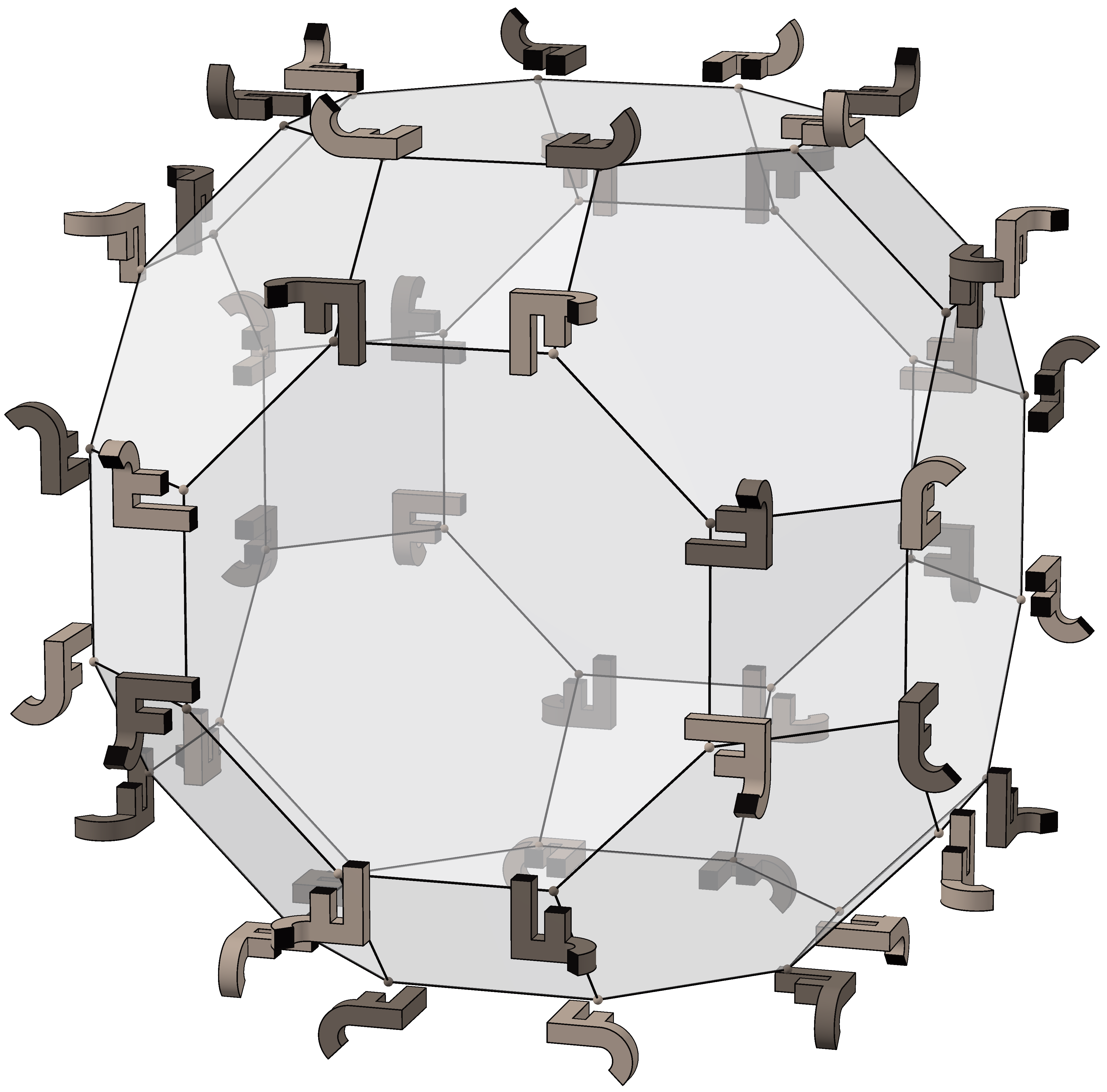

La fel ca multe alte poliedre, octaedrul trunchiat are o simetrie octaedrică completă, dar relația sa cu grupul octaedric complet este mai complexă decât aceasta: cele 48 de vârfuri corespund elementelor grupului și fiecare față a dualului său este un domeniu fundamental al grupului.
Imaginea din dreapta arată cele 48 de permutări din grup aplicate unui obiect. Cele 24 de elemente „F” de culoare deschisă sunt rotații, iar cele de culoare închisă sunt reflexiile lor.
Laturile poliedrului corespund celor 9 reflexii din grup:
- Cele dintre octogoane și pătrate corespund celor 3 reflexii dintre octogoanele opuse.
- Laturile hexagonale corespund celor 6 reflexii dintre pătratele opuse.
- (Nu există reflexii între hexagoanele opuse.)

Subgrupurile corespund poliedrelor care au în comun vârfurile respective cu cele ale octaedrului trunchiat.

De exemplu, cele 3 subgrupuri cu 24 de elemente corespund unui cub snub neuniform cu simetrie octaedrică chirală, unui rombicuboctaedru neuniform cu simetrie piritoedrică (octaedrul snub cantic) și unui octaedru trunchiat neuniform cu simetrie tetraedrică completă. Subgrupul unic cu 12 elemente este grupul altern A4. Acesta corespunde unui icosaedru neuniform cu simetrie tetraedrică chirală.
| Subgrupuri și poliedrele corespondente | Subgrupuri și poliedrele corespondente | Subgrupuri și poliedrele corespondente | Subgrupuri și poliedrele corespondente | Subgrupuri și poliedrele corespondente |
| Cuboctaedru trunchiat · tr{4,3}        | Cub snub · sr{4,3}                     | Rombicuboctaedru · s2{3,4}             | Octaedru trunchiat · h1,2{4,3}         | Icosaedru ·                            |
| [4,3] Octaedrică completă              | [4,3]+ Octaedrică chirală              | [4,3+] Simetrie piritoedrică           | [1+,4,3] = [3,3] Tetraedrică completă  | [1+,4,3+] = [3,3]+ Tetraedrică chirală |
| -------------------------------------- | -------------------------------------- | -------------------------------------- | -------------------------------------- | -------------------------------------- |
|                                        |                                        |                                        |                                        |                                        |
| toate 48 vârfuri                       | 24 vârfuri                             | 24 vârfuri                             | 24 vârfuri                             | 12 vârfuri                             |

## Poliedre înrudite
|                                                                                      |  |
| Tetraedrul și cubul „papion” conțin două fețe trapezoidale în locul fiecărui pătrat. |  |

Cuboctaedrul trunchiat face parte dintr-o familie de poliedre uniforme înrudite cu cubul și octaedrul regulat.
| Poliedre octaedrice uniforme | Poliedre octaedrice uniforme | Poliedre octaedrice uniforme | Poliedre octaedrice uniforme | Poliedre octaedrice uniforme | Poliedre octaedrice uniforme | Poliedre octaedrice uniforme | Poliedre octaedrice uniforme | Poliedre octaedrice uniforme | Poliedre octaedrice uniforme | Poliedre octaedrice uniforme |
| Simetrie: [4,3], (*432)      | Simetrie: [4,3], (*432)      | Simetrie: [4,3], (*432)      | Simetrie: [4,3], (*432)      | Simetrie: [4,3], (*432)      | Simetrie: [4,3], (*432)      | Simetrie: [4,3], (*432)      | [4,3]+ (432)                 | [1+,4,3] = [3,3] (*332)      | [1+,4,3] = [3,3] (*332)      | [3+,4] (3*2)                 |
| ---------------------------- | ---------------------------- | ---------------------------- | ---------------------------- | ---------------------------- | ---------------------------- | ---------------------------- | ---------------------------- | ---------------------------- | ---------------------------- | ---------------------------- |
| {4,3}                        | t{4,3}                       | r{4,3} r{31,1}               | t{3,4} t{31,1}               | {3,4} {31,1}                 | rr{4,3} s2{3,4}              | tr{4,3}                      | sr{4,3}                      | h{4,3} {3,3}                 | h2{4,3} t{3,3}               | s{3,4} s{31,1}               |
|                              |                              |                              |                              |                              |                              |                              |                              |                              |                              |                              |
|                              |                              | · =                          | · =                          | · =                          |                              |                              |                              | = · sau                      | = · sau                      | = ·                          |
|                              |                              |                              |                              |                              |                              |                              |                              |                              |                              |                              |
| Dualele celor de mai sus     |                              |                              |                              |                              |                              |                              |                              |                              |                              |                              |
| V43                          | V3.82                        | V(3.4)2                      | V4.62                        | V34                          | V3.43                        | V4.6.8                       | V34.4                        | V33                          | V3.62                        | V35                          |
|                              |                              |                              |                              |                              |                              |                              |                              |                              |                              |                              |
|                              |                              |                              |                              |                              |                              |                              |                              |                              |                              |                              |
|                              |                              |                              |                              |                              |                              |                              |                              |                              |                              |                              |

Acest poliedru face parte dintr-o secvență de modele uniforme cu configurația vârfului (4.6.2p) și diagrama Coxeter–Dynkin . Pentru p < 6, membrii secvenței sunt poliedre omnitrunchiate (zonoedre), prezentate mai jos ca pavări sferice. Pentru p < 6, acestea sunt pavări ale planului hiperbolic, începând cu pavare triheptagonală trunchiată.
| Variante de pavări omnitrunchiate cu simetrie *n32: 4.6.2n | Variante de pavări omnitrunchiate cu simetrie *n32: 4.6.2n | Variante de pavări omnitrunchiate cu simetrie *n32: 4.6.2n | Variante de pavări omnitrunchiate cu simetrie *n32: 4.6.2n | Variante de pavări omnitrunchiate cu simetrie *n32: 4.6.2n | Variante de pavări omnitrunchiate cu simetrie *n32: 4.6.2n | Variante de pavări omnitrunchiate cu simetrie *n32: 4.6.2n | Variante de pavări omnitrunchiate cu simetrie *n32: 4.6.2n | Variante de pavări omnitrunchiate cu simetrie *n32: 4.6.2n | Variante de pavări omnitrunchiate cu simetrie *n32: 4.6.2n | Variante de pavări omnitrunchiate cu simetrie *n32: 4.6.2n | Variante de pavări omnitrunchiate cu simetrie *n32: 4.6.2n | Variante de pavări omnitrunchiate cu simetrie *n32: 4.6.2n |
| Simetrie *n32 [n,3]                                        | Sferice                                                    | Sferice                                                    | Sferice                                                    | Sferice                                                    | Euclid.                                                    | Hiperb. compacte                                           | Hiperb. compacte                                           | Paraco.                                                    | Hiperbolice necompacte                                     | Hiperbolice necompacte                                     | Hiperbolice necompacte                                     | Hiperbolice necompacte                                     |
| Simetrie *n32 [n,3]                                        | *232 [2,3]                                                 | *332 [3,3]                                                 | *432 [4,3]                                                 | *532 [5,3]                                                 | *632 [6,3]                                                 | *732 [7,3]                                                 | *832 [8,3]                                                 | *∞32 [∞,3]                                                 | [12i,3]                                                    | [9i,3]                                                     | [6i,3]                                                     | [3i,3]                                                     |
| ---------------------------------------------------------- | ---------------------------------------------------------- | ---------------------------------------------------------- | ---------------------------------------------------------- | ---------------------------------------------------------- | ---------------------------------------------------------- | ---------------------------------------------------------- | ---------------------------------------------------------- | ---------------------------------------------------------- | ---------------------------------------------------------- | ---------------------------------------------------------- | ---------------------------------------------------------- | ---------------------------------------------------------- |
| Imagini                                                    |                                                            |                                                            |                                                            |                                                            |                                                            |                                                            |                                                            |                                                            |                                                            |                                                            |                                                            |                                                            |
| Config.                                                    | 4.6.4                                                      | 4.6.6                                                      | 4.6.8                                                      | 4.6.10                                                     | 4.6.12                                                     | 4.6.14                                                     | 4.6.16                                                     | 4.6.∞                                                      | 4.6.24i                                                    | 4.6.18i                                                    | 4.6.12i                                                    | 4.6.6i                                                     |
| Duale                                                      |                                                            |                                                            |                                                            |                                                            |                                                            |                                                            |                                                            |                                                            |                                                            |                                                            |                                                            |                                                            |
| Config.                                                    | V4.6.4                                                     | V4.6.6                                                     | V4.6.8                                                     | V4.6.10                                                    | V4.6.12                                                    | V4.6.14                                                    | V4.6.16                                                    | V4.6.∞                                                     | V4.6.24i                                                   | V4.6.18i                                                   | V4.6.12i                                                   | V4.6.6i                                                    |

| Variante de pavări omnitrunchiate cu simetrie *n42: 4.8.2n | Variante de pavări omnitrunchiate cu simetrie *n42: 4.8.2n | Variante de pavări omnitrunchiate cu simetrie *n42: 4.8.2n | Variante de pavări omnitrunchiate cu simetrie *n42: 4.8.2n | Variante de pavări omnitrunchiate cu simetrie *n42: 4.8.2n | Variante de pavări omnitrunchiate cu simetrie *n42: 4.8.2n | Variante de pavări omnitrunchiate cu simetrie *n42: 4.8.2n | Variante de pavări omnitrunchiate cu simetrie *n42: 4.8.2n | Variante de pavări omnitrunchiate cu simetrie *n42: 4.8.2n |
| Simetrie *n42 [n,3]                                        | Sferice                                                    | Sferice                                                    | Euclidiană                                                 | Hiperbolice compacte                                       | Hiperbolice compacte                                       | Hiperbolice compacte                                       | Hiperbolice compacte                                       | Paracomp.                                                  |
| Simetrie *n42 [n,3]                                        | *242 [2,4]                                                 | *342 [3,4]                                                 | *442 [4,4]                                                 | *542 [5,4]                                                 | *642 [6,4]                                                 | *742 [7,4]                                                 | *842 [8,4]...                                              | *∞42 [∞,4]                                                 |
| ---------------------------------------------------------- | ---------------------------------------------------------- | ---------------------------------------------------------- | ---------------------------------------------------------- | ---------------------------------------------------------- | ---------------------------------------------------------- | ---------------------------------------------------------- | ---------------------------------------------------------- | ---------------------------------------------------------- |
| Figuri omnitrunchiate                                      | 4.8.4                                                      | 4.8.6                                                      | 4.8.8                                                      | 4.8.10                                                     | 4.8.12                                                     | 4.8.14                                                     | 4.8.16                                                     | 4.8.∞                                                      |
| Duale omnitrunchiate                                       | V4.8.4                                                     | V4.8.6                                                     | V4.8.8                                                     | V4.8.10                                                    | V4.8.12                                                    | V4.8.14                                                    | V4.8.16                                                    | V4.8.∞                                                     |

Este primul dintr-o serie de hipercuburi cantitrunchiate.
|                       |                          |                      |                      |                      |                      |
| Cuboctaedru trunchiat | Tesseract cantitrunchiat | 5-cub cantitrunchiat | 6-cub cantitrunchiat | 7-cub cantitrunchiat | 8-cub cantitrunchiat |
|                       |                          |                      |                      |                      |                      |